# Maria Mirecka-Loryś
Maria Mirecka-Loryś (Ulanów, Galitzia y Lodomeria, Imperio austrohúngaro (actual Polonia), 7 de febrero de 1916-Varsovia, 29 de mayo de 2022) fue miembro de la Resistencia polaca durante la Segunda Guerra Mundial. Fue miembro de la Organización Militar Nacional, Comandante en Jefe de la Unión Militar Nacional de Mujeres, miembro de la Unión de Mujeres Polacas en América y directora de la Junta Nacional del Congreso Americano Polaco.